# Korotkowskaja (rejon wożegodski)
Korotkowskaja (ros. Коротковская) – wieś w Rosji, w rejonie wożegodskim obwodu wołogodzkiego. W 2010 r. liczyła 19 mieszkańców.